# Carlos Fernández (Fußballspieler, 1996)
Carlos Fernández Luna (* 22. Mai 1996 in Castilleja de Guzmán, Provinz Sevilla) ist ein spanischer Fußballspieler, der für den Real Sociedad spielt. Er war auch spanischer Nachwuchsnationalspieler. Seine Position ist der Sturm.

## Karriere
Bis zum Jahr 2013 spielte der Spanier in den Jugendmannschaften des FC Sevilla, abgesehen von der Saison 2010/11, welche er bei CD Altair verbrachte. Zum Jahr 2013 hin schaffte der damals 17-jährige Spanier den Sprung in die Profimannschaft von FC Sevilla, wobei er bis 2018 teilweise auch in der 2. Mannschaft des FC Sevilla eingesetzt wurde. In 126 Spielen der 2. Mannschaft verbuchte Fernández 39 Tore, bei der 1. Mannschaft brachte er es ebenfalls zu 2 Torerfolgen innerhalb von 11 absolvierten Ligaspielen. Sein erstes Spiel in der Primera División absolvierte er am 2. März 2014 im Alter von 17 Jahren beim 1:0-Heimsieg gegen Real Sociedad San Sebastián.
Im Jahr 2018 wurde Carlos Fernández zum damaligen spanischen Zweitligisten Deportivo La Coruña verliehen. Insgesamt konnte er es dort als gesetzter Stammspieler auf 28 Partien bringen, in welchen er 10 Tore erzielte. Außerdem schaffte er es mit seinem Team in die Aufstiegsspiele, verlor dort jedoch im Finale gegen RCD Mallorca. 2019 verliehen ihn die Andalusier erneut und für Fernández ging es zum FC Granada. Auch dort konnte sich der 24-jährige beweisen, war als Stammspieler gesetzt und spielte in 34 Spielen. In diesen Spielen konnte er insgesamt 11 Treffer erzielen und platzierte sich mit seinem Team nach Abschluss der Saison 2019/20 auf Platz 6 und schaffte somit eine Platzierung auf einem Platz für die Qualifikation für die UEFA Europa League.
Im Januar 2021 wechselte er für 10 Millionen Euro plus 2 Millionen Variablen zum Ligakonkurrenten Real Sociedad, wo er einen Vertrag bis Juni 2027 unterschrieb.